# 古洛糖
古洛糖是一种己醛醣。古洛糖是一种非自然的单糖，呈浆状并有甜味。可溶于水，微溶于甲醇。D型和L型均不能被酵母发酵。
古洛糖是半乳糖的C-3差向異構體。